# Statue de Paul Kruger (Rustenburg)
La statue de Paul Kruger située au centre de Rustenburg, province du Nord-Ouest en Afrique du Sud, rend hommage à Paul Kruger, président en exil de la république sud-africaine au Transvaal. Sculptée en 1900 à Paris par le sculpteur français Jean George Achard (1871-1934), elle fut érigée sur son emplacement actuel en 1920. 
La statue porte le nom de Kruger en exil car elle représente Paul Kruger tel que le sculpteur Jean Georges Achard l'a rencontré à l’hôtel Scribe à Paris en novembre 1900 lors de la visite du président sud-africain en France. Le vieux président ne retourna jamais de son vivant en Afrique du Sud. 

## Descriptif

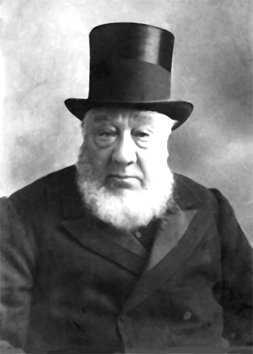
Le président Paul Kruger en exil

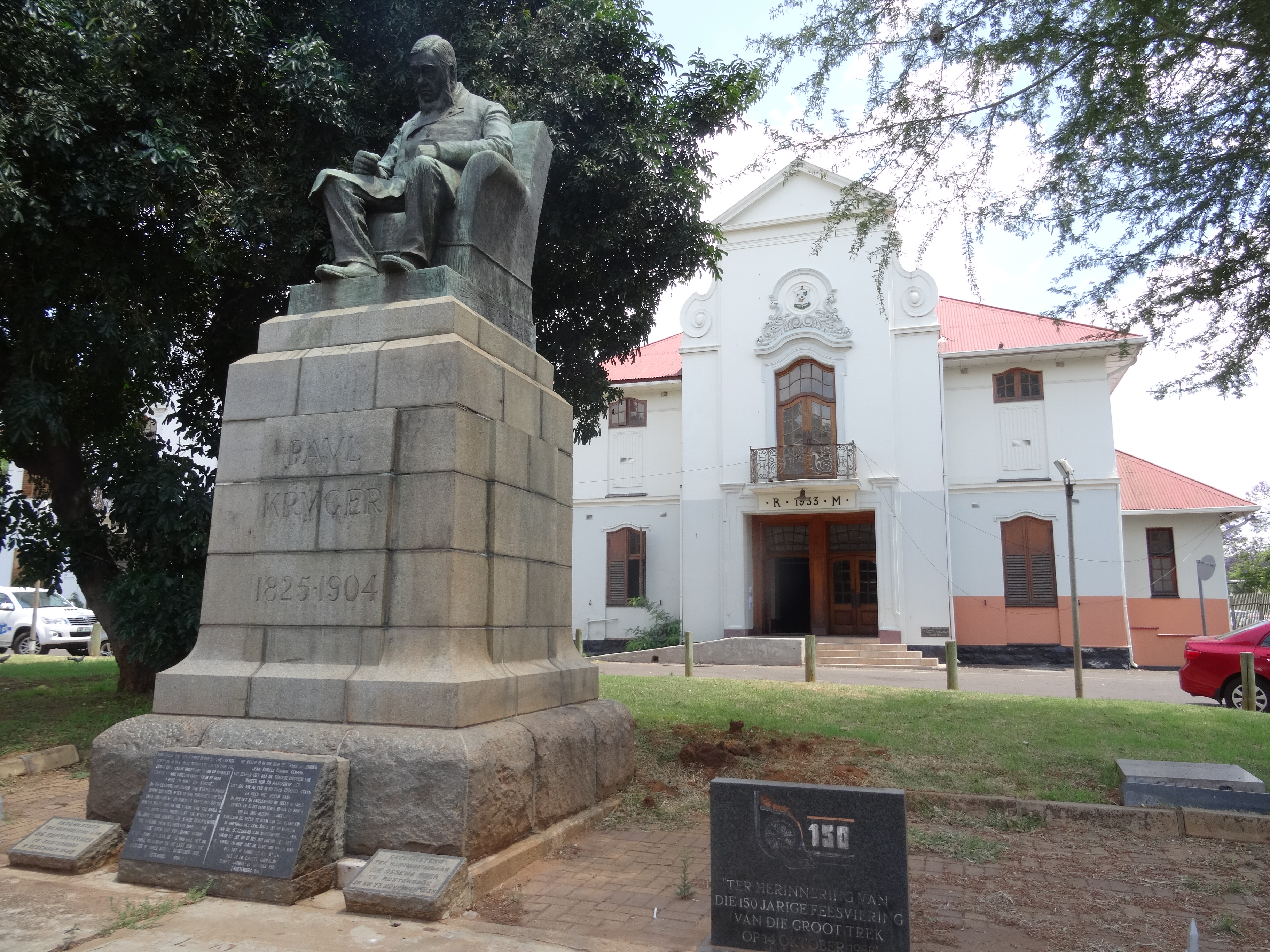
Statue du président Paul Kruger devant l’hôtel de ville de Rustenburg

Juchée sur un haut piédestal, la statue représente Paul Kruger l'air pensif, assis sur un grand fauteuil et la tête penchée.  
Sur le piédestal sont inscrits les mots Paul Kruger 1825-1904. 
A la base du piédestal sont apposés 3 panneaux commémoratifs. Celui du milieu en marbre, datant de 1982, mentionne en anglais et en afrikaans l'historique du monument depuis sa création en 1901 jusqu'à son inauguration en 1921. Ce panneau est entouré de deux autres panonceaux en pierre déposés, l'un en 1938 à l'occasion du centenaire du grand trek, et l'autre en 1949, année de l'inauguration du Voortrekker Monument. Un quatrième panonceau en marbre, plus éloigné du piédestal, a été déposé à l'occasion du 150ème anniversaire du Grand Trek en 1988.

## Localisation
La statue est située devant la mairie de Rustenburg à l'intersection de la rue Fatima Bhayat (anciennement rue Church) et de Beyers Naude Avenue. 

## Historique
En 1900, l'Afrique du Sud est en pleine seconde guerre des Boers opposant l'Empire britannique aux états indépendants du Transvaal et de l’État libre d'Orange, tous deux dirigés par les Boers, une population de souche européenne parlant l'afrikaans, une langue dérivée du néerlandais. Le Transvaal, riche d'or et de diamants, était alors un État principalement agricole, dirigé depuis 1883 par Paul Kruger. Celui-ci est alors en Europe pour chercher un appui auprès des gouvernements où il est accueilli avec ferveur par la population. Il se rend cependant rapidement compte qu'il n'aura pas d'aides de gouvernement étranger. 
Impressionné et ému par la grande tragédie du vieux président, Jean Georges Achard a sculpté cette statue de Kruger en 1901 et l'a gardé dans son atelier durant 18 ans avant qu'elle ne soit découverte par Frans Engelenberg en 1919 et acheté par le gouvernement sud-africain. Après avoir envisagé de la mettre sur church square à Pretoria, le gouvernement considéra qu'elle n'était cependant pas assez grande pour la place et en fit don à la ville de Rustenburg. 
Le 16 décembre 1921, elle a été inaugurée à son emplacement actuel par le général Jan Smuts, premier ministre d'Afrique du Sud.

## Époque contemporaine
A l'instar de nombreux monuments sud-africains représentatifs de l'histoire des Afrikaners, son maintien sur son site actuel est remis en question par les mouvements panafricanistes tels que celui de Julius Malema au motif que Kruger aurait été un symbole de l'apartheid et plus généralement de la domination blanche sur l'Afrique du Sud. En 2015, elle a notamment été recouverte d'un sac poubelle noir en plastique.